# Израелски медији
Израелски медији се као појам односе на штампане, радиодифузне и онлајн медије доступне у држави Израел. У земљи постоји на десетине новина, часописа и радио станица, које имају важну улогу у политичком, друштвеном и културном животу друштва, чинећи га модерним, развијеним и писменим.
Постоји преко 10 различитих језика у израелским медијима, од којих је најзаступљенији хебрејски. Штампа на арапском опслужује арапско становништво Израела, укључујући и оне из Палестинске Народне Самоуправе. Током осамдесетих и деведесетих година, израелска штампа је доживела огромне промене, што укључује постепени прелазак медија у контролу малог броја организација, док је штампа коју су објављивале политичке партије полако нестајала. Данас, три највеће групације, у приватном власништву, доминирају масовним медијима Израела и смештене су у Тел Авиву.
Цензура у Израелу је релативно ниска у поређењу са другим земљама, али се још увек спроводи у ситуацијама када јавна безбедност може бити нарушена. Уколико је чланак цензурисан, новине могу поднети жалбу "одбору тројице", сачињеном од члана из јавности (који је председавајући), представником војске и представником штампе. Одлука одбора је обавезујућа, и током година она је у многим случајевима укинула решење цензора.

## Историја
Историја штампе почела је 1863. године, још пре стицања независности Израела, у време Османског царства, када су основане прве недељне новине на хебрејском - Ха-Леванон и Хавазелет. Године 1952. настала је прва издавачка кућа, под називом Међународно издавачко друштво Ј-М доо. Цензура је непрекидно јачана у годинама након стицања независности, затим током Јомкипурског рата и седамдесетих година. Влада је 1986. године дозволила оснивање приватних и комерцијалних медија који би били конкуренција државним.

## Слобода штампе
Израелска влада генерално поштује слободу штампе, што је осигурано Основним израелским законима и самосталним правосуђем. Говор мржње, промоција насиља и нарушавање националне безбедности су забрањени. Док израелски новинари имају мало ограничења, влада много строже контролише оне из Палестине. Према извештајима удружења Репортери без граница , власти су упадале у канцеларије и домове палестинских новинара тражећи илегалне материјале. Медији уопштено раде у складу са правилима владе.
Издање новина у Израелу је незаконито без дозволе владе. Захтев за дозволу може бити одбијен из више разлога, на пример, ако подносилац захтева има мање од 25 година, има криминални досије, или није довољно образован.

## Списак медија

### Штампани медији
Израел има велики број дневних, недељних и периодичних издања, све у приватном власништву:
- B'Sheva: недељне новине са темама из религије на хебрејском језику
- Calcalist: дневне новине са темама из бизниса на хебрејском језику
- Globes: дневне новине са темама из бизниса на хебрејском језику (са онлајн издањем на енглеском језику)
- Haaretz: најстарије дневне новине у Израелу са издањима на хебрејском и енглеском језику
- Israel Hayom: бесплатне дневне новине на хебрејском језику (са онлајн издањем на енглеском језику)
- Israel Post: бесплатне дневне новине на хебрејском језику
- Al-Ittihad: дневне комунистичке новине на арапском језику
- Kul al-Arab: недељне новине на арапском језику
- Vesti: дневне новине на руском језику

### Радиодифузни медији
- Канал 9: телевизијски канал на руском језику
- Канал 10: телевизијски канал на хебрејском језику
- Канал 20: телевизијски канал на хебрејском усмерен ка јеврејској популацији
- Galei Tzahal: телевизијски канал на хебрејском језику
- Galgalatz: радио станица на хебрејском језику
- i24news: међународни информативни телевизијски канал на енглеском, француском и арапском језику
- Израелска радиодифузна компанија: јавни емитер
  - Израелска школска телевизија: канал за децу на хебрејском језику
  - Кан 11: хебрејски језик телевизијскив канал
  - Кан 33: арапски телевизијски канал
  - Kol Yisrael: радио

### Интернет медији
- +972: веб магазин заснован на блоговању, који извештава са лица места о догађајима у Израелу и Палестини
- Arutz Sheva: радио станица и веб сајт на хебрејском, енглеском и руском језику
- Bamahane: онлајн магазин који објављује Израелска одбрамбена јединица
- Debkafile: веб сајт на хебрејском и енглеском језику
- Kikar HaShabbat
- Mida
- Nana 10